# Sankt-Peterburg
Saint-Peterburg (tiếng Nga: Санкт-Петербург; phát âm tiếng Nga: [ˈsankt pʲɪtʲɪrˈburk] đọc là Xanh Pê-téc-bua từ tiếng Pháp: Saint-Pétersbourg nghĩa là "Thánh Phêrô") là một thành phố liên bang của Nga. Đây là đô thị lớn thứ nhì của Liên bang Nga và cũng là cố đô của Đế quốc Nga. Saint-Peterburg nằm trên một loạt đảo nhỏ trong châu thổ sông Neva; con sông này thông với Vịnh Phần Lan, tạo vị thế hải cảng cho Sankt-Peterburg.
Trong khoảng thời gian từ năm 1914 đến 1924 thành phố có tên là Petrograd (Петроград), và Leningrad (Ленинград) từ 1924 đến 1991 dưới chính thể Liên Xô
Với diện tích trên 670 km², Sankt-Peterburg có dân số 4,7 triệu người (thống kê 2005). Nếu tính cả vùng phụ cận bao gồm 1.439 km² thì Saint-Peterburg có 5 triệu 550 ngàn dân.
Trải qua nhiều thế kỷ địa danh của Sankt-Peterburg đã bị đổi nhiều lần. Nguyên thủy là Sankt-Peterburg. Khi Chiến tranh thế giới thứ nhất nổ ra vào năm 1914 và Nga bị Đế quốc Đức xâm lăng thì thành phố đổi tên là Petrograd để tránh các từ nguyên danh gốc tiếng Đức. Mười năm sau thì chính quyền Liên Xô lại loại bỏ tên Petrograd mà đặt là Leningrad, tưởng niệm cố lãnh tụ Liên Xô, Vladimir Ilyich Lenin. Sau khi Liên Xô sụp đổ, địa danh ban đầu Sankt-Peterburg được dùng lại sau cuộc trưng cầu dân ý, tuy nhiên các khu vực xung quanh thành phố (tỉnh Leningrad) thì vẫn giữ nguyên tên gọi.
Đối với người Việt vào đầu thế kỷ 20 thì Sankt-Peterburg được phiên âm là Thành Bỉ Đắc như trong bài "Á Tế Á ca" của Phan Bội Châu.

## Lịch sử thành phố

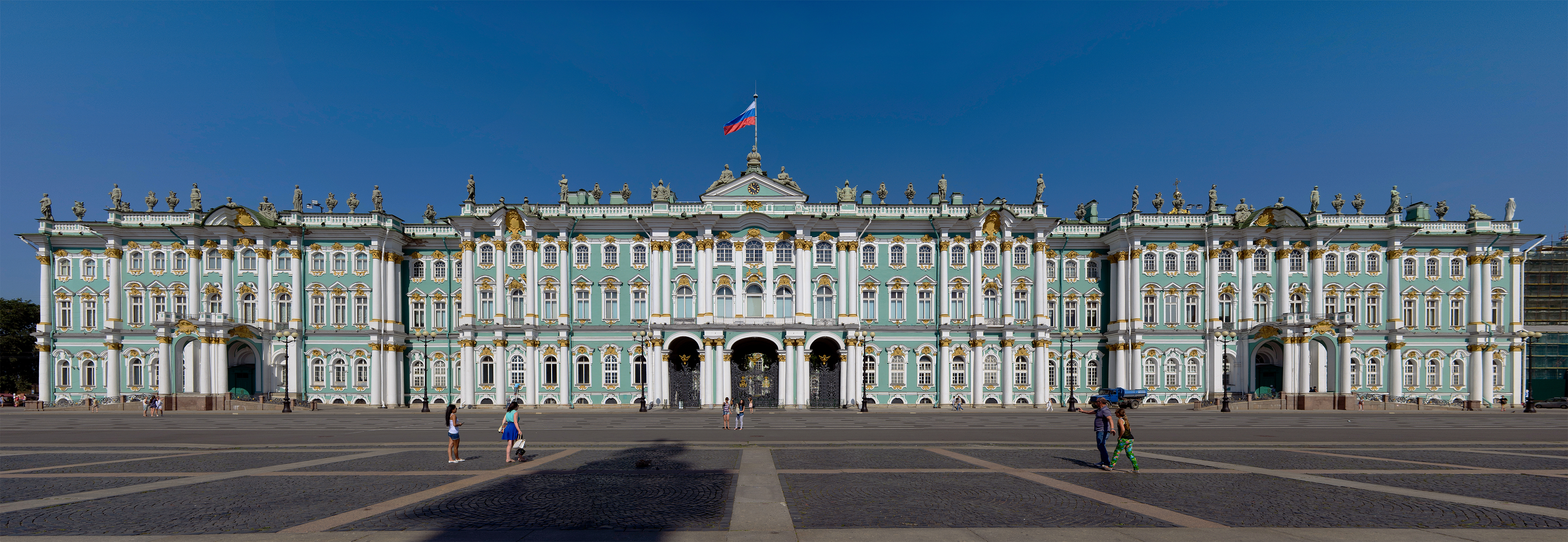
Cung điện Mùa Đông, rất gần với Bảo tàng Hermitage

Vấn đề ưu tiên của Sa hoàng Nga của triều đại Romanov là phải mở một thủy lộ thông ra Biển Baltic. Trong vòng hơn 100 năm liên tiếp giấc mộng đó không thành. Phải đến thời Pyotr Đại Đế (Pyotr I) người Nga mới chiếm được cửa bể ra Baltic. Âu là trong cuộc Đại chiến Bắc Âu giữa Thụy Điển và Nga (1701–1721) quân Nga tiến ra bắc và thắng lớn trong trận Poltava năm 1710, buộc Thụy Điển phải ký hòa ước Nystad và nhường vùng duyên hải sông Neva cho Sa hoàng Pyotr I. Nga từ đó mở cửa ngỏ thông thương đường biển sang Âu châu.
Giấc mơ lớn nhất của Sa hoàng là xây dựng một thành phố thật quy củ để qua đó chứng tỏ sự hùng hậu của nước Nga. Dự án của công trình này được bắt đầu ngay từ năm 1703 trên Hòn đảo con thỏ giành được từ tay người Thụy Điển (người Viking). Công trình được xây dựng đầu tiên trên đảo là pháo đài SaintPiterburh, ngày nay gọi là Pháo đài Petro-Pavlov, thực hiện theo lệnh của Sa hoàng ngày 16 tháng 5, năm 1703 (là ngày 27 tháng 5 tính theo lịch Gregory). Ngày này được công nhận là "ngày khai sinh" của thành phố. Trên phiến đá kỉ niệm dịp này người ta đã khắc dòng chữ như sau: "Ngày 16 tháng 5, năm 1703, thành phố Sankt-Peterburg đã được Sa hoàng và Hoàng tử Aleksei Petrovich xếp đặt".
Vào năm 1917, thành phố được đổi tên thành Petrograd. Lúc này, triều đại Sa hoàng cuối cùng, Nikolai II, là triều đại rối ren. Chiến tranh với Nhật Bản không được ủng hộ. Chính sự thất bại đã châm ngòi cho những cuộc biểu tình phản đối trên đất nước. Ngày chủ nhật 22/1/1905, quân đội đã nã súng vào đoàn người biểu tình trước Cung điện Mùa đông ở Sankt Peterburg. Khoảng 100 người biểu tình đã thiệt mạng. Trong đó có cả phụ nữ và trẻ em đã chết. Sự kiện Ngày Chủ nhật đẫm máu đã bị nhân dân toàn thế giới lên án. Các cuộc nổi dậy của nông dân, bãi công, biểu tình, ám sát và binh biến diễn ra liên tiếp, cho đến khi Sa hoàng Nikolai miễn cưỡng chấp nhận yêu sách của những người phản đối. Tháng 10 năm 1905, Sa hoàng Nikolai đã ký một văn kiện hứa đảm bảo quyền tự do ngôn luận và thành lập một hạ viện thông qua bầu cử - viện Duma.
Tình hình vẫn không giảm sau năm 1916, giá thức ăn tăng gấp 4 lần. Đoàn người chờ bánh mì trước Cung điện Mùa đông bắt đầu gây náo loạn. Trong khi đó, quân lính không theo lệnh vua, đứng ra lãnh đạo đoàn người biểu tình. Dân chúng luôn yêu cầu Sa hoàng phải thoái vị. Sau sự kiện Ngày Chủ nhật đẫm máu, không một quốc gia châu Âu nào đồng ý tiếp nhận vị Sa hoàng bị trục xuất này.
Cách mạng tháng Hai đã lật đổ Sa hoàng và chế độ phong kiến, lập nên thể chế dân chủ (tư sản), Chính phủ lâm thời thành lập do Kerensky đứng đầu. Nhưng những người Bolshevik đứng đầu là Vladimir Ilyich Lenin và Lev Trotsky tiếp tục đấu tranh, tổ chức những cuộc nổi dậy lan rộng trên đất nước. Đến ngày 7/11/1917 (theo lịch Julius là tháng 10), cuộc Cách mạng tháng Mười Nga đã thành công, lật đổ Chính phủ Lâm thời và lập ra nhà nước công nông đầu tiên.
Tháng 9 năm 1941, quân đội phát-xít Đức bắt đầu bao vây Leningrad (Saint Peterburg ngày nay). Cuộc phong tỏa kéo dài gần 900 ngày đêm, song quân Đức đã bị Hồng quân Liên Xô chặn lại ở ngoại vi thành phố. Gần một triệu người đã chết vì bom đạn, đói khát và bệnh tật. Gần 3 triệu người dân còn lại trong thành phố lâm vào cảnh thiếu thốn, không có chất đốt để sưởi ấm và nước để uống, thức ăn không đủ. Trong tình trạng thiếu thốn đó, thịt của động vật nuôi, chuột và chim được sử dụng để nuôi con người. Chính phủ Xô-viết đã thiết lập tuyến vận tải cung cấp nhu yếu phẩm cho quân đội và dân cư thành phố qua mặt hồ Ladoga đóng băng, được mệnh danh là "Con đường sống". Cuối cùng, vào ngày 27/1/1944, quân đội Liên Xô đã phá tan vòng vây phong tỏa Leningrad của phát-xít Đức.
Trải qua các thời kỳ Lenin, Stalin, cuối cùng, Liên Xô tan rã thành 15 nước khác nhau vào năm 1991. Tên thành phố từ Leningrad đổi thành cái tên ban đầu, là Sant Peterburg. Sau 10 năm suy thoái kinh tế, kể từ năm 2000, nền kinh tế thành phố bắt đầu khôi phục lại. Các hoạt động tôn giáo và nghệ thuật được phát triển. Du lịch trở thành nền kinh tế chính của thành phố. Các điểm đến du lịch hấp dẫn, như Cung điện mùa đông, Cung điện mùa hè...đẹp tuyệt vời sáng chói giữa phương Bắc lạnh giá của Nga khiến cho thành phố này như một Venice của phương Bắc.

## Địa lý
Trung tâm thành phố Sankt-Peterburg có diện tích 605,8 kilômét vuông (233,9 dặm vuông Anh). Nếu tính là chủ thể liên bang thì diện tích của thành phố là 1.439 kilômét vuông (556 dặm vuông Anh), bao gồm trung tâm Sankt-Peterburg, 9 thị trấn (Kolpino, Krasnoye Selo, Kronstadt, Lomonosov, Pavlovsk, Petergof, Pushkin, Sestroretsk, Zelenogorsk) – và 21 đô thị khác.
Petersburg nằm trên vùng đất thấp taiga dọc theo bờ biển của vịnh Neva thuộc Vịnh Phần Lan, và các đảo của đồng bằng châu thổ. Đảo Vasilyevsky là đảo lớn nhất (bên cạnh các đảo nhân tạo giữa kênh đào Obvodny và Fontanka, và Kotlin trong vịnh Neva), Petrogradsky, Dekabristov và Krestovsky. Krestovsky cùng với Yelagin và đảo Kamenny hầu hết được chuyển thành các công viên. Karelian Isthmus, ở phía bắc thành phố, là khu nghỉ dưỡng đông đúc. Ở phía nam Sankt-Peterburg băng qua Baltic-Ladoga Klint và đến cao nguyên Izhora.
Cao độ của Sankt-Peterburg từ mực nước biển đến điểm cao nhất là 175,9 mét (577 ft) trên đồi Orekhovaya thuộc Cao nguyên Duderhof ở phía nam. Phần đất ở phía tây của Liteyny Prospekt không cao hơn 4 mét (13 ft) so với mực nước biển và thường xuyên bị ngập. Ngập lụt ở Sankt-Peterburg chủ yếu từ sóng dài của biển Baltic, do chịu sự ảnh hưởng của các điều kiện khí tượng, gió và độ nông của vịnh Neva. Bốn trận lụt lịch sử diễn ra vào năm 1824 (cao 421 xentimét hay 166 inch, trong đợt lụt này hơn 300 nhà bị phá hủy), 1924 380 xentimét hay 150 inch, 1777 321 xentimét hay 126 inch, 1955 293 xentimét hay 115 inch, và 1975 281 xentimét hay 111 inch. Người ta xây đập Sankt-Peterburg để ngăn lụt.
Từ thế kỷ 18 địa hình của thành phố được nâng lên do các yếu tố nhân tạo, ở những nơi có độ cao trên 4 mét (13 ft), làm sáp nhập một số đảo và thay đổi chế độ thủy văn của thành phố. Bên cạnh sông Neva và các phụ lưu của nó, các sông quan trọng khác gồm Sestra, Okhta và Izhora. Hồ lớn nhất là Sestroretsky Razliv nằm ở phía bắc, theo sau là Lakhtinsky Razliv, Suzdal và các hồ nhỏ khác.
Do nằm ở vĩ độ khoảng 60°Bắc, nên độ dài ban ngày ở Petersburg thay đổi theo mùa, từ 5:53 đến 18:50. Trong khoảng thời gian từ giữa tháng 5 đến giữa tháng 7, hoàng hôn có thể kéo dài cả đêm nên được gọi là "đêm trắng".

### Khí hậu
Theo phân loại khí hậu của Köppen, Sankt-Peterburg được xếp vào nhóm khí hậu lục địa ẩm. Chịu sự ảnh hưởng vừa phải của các xoáy từ biển Baltic nên thành phố có khí hậu ấm, ẩm và mùa hè ngắn, mùa đông ẩm ướt, kéo dài.
Nhiệt độ trung bình lớn nhất vào tháng 7 là 23 °C (73 °F); nhiệt độ cực điểm là 37,1 °C (98,8 °F) xuất hiện vào mùa hè năm 2010. Nhiệt độ thấp nhất vào mùa đông là −35,9 °C (−32,6 °F) được ghi nhận vào năm 1883. Nhiệt độ trung bình năm là 5,8 °C (42,4 °F). Sông Neva chảy qua thành phố thường bị đóng băng vào tháng 11-12 và tan băng vào tháng 4. Từ tháng 12 đến tháng 3, trung bình có 118 ngày bị phủ tuyết, với bề dày trung bình đạt 19 cm (7,5 in) vào tháng 2. Thời gian không đóng băng trong thành phố kéo dài trung bình 135 ngày. Trung tâm thành phố hơi ấm hơn vùng ngoại ô. Các điều kiện khí hậu khá thay đổi trong cả năm.
Lượng giáng thủy trung bình thay đổi tùy nơi trong thành phố, trung bình 660 milimét (26 in)/năm và cao nhất vào cuối hè. Độ âm đất hầu như luôn cao vì độ bốc hơi thấp của khí hậu mát. Độ ẩm tương đối của không khí trung bình 78% và trung bình có 165 ngày có nhiều mây.
| Dữ liệu khí hậu của Saint Petersburg    | Dữ liệu khí hậu của Saint Petersburg | Dữ liệu khí hậu của Saint Petersburg | Dữ liệu khí hậu của Saint Petersburg | Dữ liệu khí hậu của Saint Petersburg | Dữ liệu khí hậu của Saint Petersburg | Dữ liệu khí hậu của Saint Petersburg | Dữ liệu khí hậu của Saint Petersburg | Dữ liệu khí hậu của Saint Petersburg | Dữ liệu khí hậu của Saint Petersburg | Dữ liệu khí hậu của Saint Petersburg | Dữ liệu khí hậu của Saint Petersburg | Dữ liệu khí hậu của Saint Petersburg | Dữ liệu khí hậu của Saint Petersburg |
| Tháng                                   | 1                                    | 2                                    | 3                                    | 4                                    | 5                                    | 6                                    | 7                                    | 8                                    | 9                                    | 10                                   | 11                                   | 12                                   | Năm                                  |
| --------------------------------------- | ------------------------------------ | ------------------------------------ | ------------------------------------ | ------------------------------------ | ------------------------------------ | ------------------------------------ | ------------------------------------ | ------------------------------------ | ------------------------------------ | ------------------------------------ | ------------------------------------ | ------------------------------------ | ------------------------------------ |
| Cao kỉ lục °C (°F)                      | 8.7 (47.7)                           | 10.2 (50.4)                          | 14.9 (58.8)                          | 25.3 (77.5)                          | 33.0 (91.4)                          | 34.6 (94.3)                          | 35.3 (95.5)                          | 37.1 (98.8)                          | 30.4 (86.7)                          | 21.0 (69.8)                          | 12.3 (54.1)                          | 10.9 (51.6)                          | 37.1 (98.8)                          |
| Trung bình ngày tối đa °C (°F)          | −3.0 (26.6)                          | −3.0 (26.6)                          | 2.0 (35.6)                           | 9.3 (48.7)                           | 16.0 (60.8)                          | 20.0 (68.0)                          | 23.0 (73.4)                          | 20.8 (69.4)                          | 15.0 (59.0)                          | 8.6 (47.5)                           | 2.0 (35.6)                           | −1.5 (29.3)                          | 9.1 (48.4)                           |
| Trung bình ngày °C (°F)                 | −5.5 (22.1)                          | −5.8 (21.6)                          | −1.3 (29.7)                          | 5.1 (41.2)                           | 11.3 (52.3)                          | 15.7 (60.3)                          | 18.8 (65.8)                          | 16.9 (62.4)                          | 11.6 (52.9)                          | 6.2 (43.2)                           | 0.1 (32.2)                           | −3.7 (25.3)                          | 5.8 (42.4)                           |
| Tối thiểu trung bình ngày °C (°F)       | −8.0 (17.6)                          | −8.5 (16.7)                          | −4.2 (24.4)                          | 1.5 (34.7)                           | 7.0 (44.6)                           | 11.7 (53.1)                          | 15.0 (59.0)                          | 13.4 (56.1)                          | 8.8 (47.8)                           | 4.0 (39.2)                           | −1.8 (28.8)                          | −6.1 (21.0)                          | 2.7 (36.9)                           |
| Thấp kỉ lục °C (°F)                     | −35.9 (−32.6)                        | −35.2 (−31.4)                        | −29.9 (−21.8)                        | −21.8 (−7.2)                         | −6.6 (20.1)                          | 0.1 (32.2)                           | 4.9 (40.8)                           | 1.3 (34.3)                           | −3.1 (26.4)                          | −12.9 (8.8)                          | −22.2 (−8.0)                         | −34.4 (−29.9)                        | −35.9 (−32.6)                        |
| Lượng Giáng thủy trung bình mm (inches) | 44 (1.7)                             | 33 (1.3)                             | 37 (1.5)                             | 31 (1.2)                             | 46 (1.8)                             | 71 (2.8)                             | 79 (3.1)                             | 83 (3.3)                             | 64 (2.5)                             | 68 (2.7)                             | 55 (2.2)                             | 51 (2.0)                             | 661 (26.0)                           |
| Số ngày mưa trung bình                  | 9                                    | 7                                    | 10                                   | 13                                   | 16                                   | 18                                   | 17                                   | 17                                   | 20                                   | 20                                   | 16                                   | 10                                   | 173                                  |
| Số ngày tuyết rơi trung bình            | 25                                   | 23                                   | 16                                   | 8                                    | 1                                    | 0.1                                  | 0                                    | 0                                    | 0.1                                  | 5                                    | 16                                   | 23                                   | 117                                  |
| Độ ẩm tương đối trung bình (%)          | 86                                   | 84                                   | 79                                   | 69                                   | 65                                   | 69                                   | 71                                   | 76                                   | 80                                   | 83                                   | 86                                   | 87                                   | 78                                   |
| Số giờ nắng trung bình tháng            | 22                                   | 54                                   | 125                                  | 180                                  | 260                                  | 276                                  | 267                                  | 213                                  | 129                                  | 70                                   | 27                                   | 13                                   | 1.636                                |
| Nguồn 1: Pogoda.ru.net                  |                                      |                                      |                                      |                                      |                                      |                                      |                                      |                                      |                                      |                                      |                                      |                                      |                                      |
| Nguồn 2: NOAA (nắng, 1961–1990)         |                                      |                                      |                                      |                                      |                                      |                                      |                                      |                                      |                                      |                                      |                                      |                                      |                                      |

## Dân số

Biểu đồ dân số của St. Peterburg

Năm 1976, thành phố bùng nổ với số dân là trên 5 triệu. Năm 2004, St. Peterburg có số dân là khoảng 4 triệu người, giảm đi một triệu. Đa số là người Nga. Dự kiến sẽ giảm trong các năm tới.
Sankt-Peterburg là thành phố lớn thứ 2 ở Nga. Theo thống kê năm 2010, dân số toàn thành phố là 4.879.566 chiếm 3,4% dân số Nga; với thống kê năm 2002 là 4.661.219 (3,2%) và giảm so với thời kỳ Liên Xô ghi nhận 5.023.506 năm 1989.
Thống kê năm 2010 về thành phần dân cư gồm: người Nga 80,1%, Ukraina 1,3%, Belarus 0,8%, Tatar 0,6%, Armeni 0,6%, Do Thái 0,5%, Uzbek 0,4%, Tajik 0,3%, Azeri 0,3%, Cruzia 0,2%, Moldova 0,2%, Finns 0,1%, nhóm khác – 1,3%. Nhóm chiếm 13,4% còn lại không xác định được.

## Kinh tế
Sankt-Peterburg là trung tâm thương mại, tài chính và công nghiệp của Nga, đặc biệt là thương mại dầu khí, cơ sở đóng tàu, công nghệ vũ trụ, radio và điện tử, phần mềm và máy tính; chế tạo máy, máy móc hạng nặng và giao thông, bao gồm xe tăng và khí tài quân sự, khai thác mỏ, chế tạo thiết bị, luyện kim (sản xuất các hợp kim nhôm), hóa chất, dược phẩm, trang thiết bị y tế, in ấn và xuất bản, thực phẩm, dệt và may mặc, và nhiều ngành thương mại khác. Thành phố cũng là trụ sở chính của Lessner, một trong hai nhà chết tạo ô tô tiên phong của Nga (cùng với Russo-Baltic).
10% tuốc bin điện trên thế giới được sản xuất ở LMZ, nhà máy này sản xuất hơn 2000 tuốc bin cho các nhà máy điện trên khắp thế giới. Các cơ sở công nghiệp lớn gồm Admiralty Shipyard, Baltic Shipyard, LOMO, Kirov Plant, Elektrosila, Izhorskiye Zavody; có trụ sở đặt tại Sankt-Peterburg là Sovkomflot, Petersburg Fuel Company và SIBUR trong số những công ty lớn khác của Nga và công ty quốc tế khác.
Sankt-Peterburg có 3 cảng hàng hóa lớn vùng Baltic: cảng Bolshoi-Sankt-Peterburg, Kronstadt, và Lomonosov. Các công ty tàu-phà quốc tế phục vụ hành khách ở Morskoy Vokzal phía tây nam của đảo Vasilyevsky.
Thành phố có rất nhiều nhà máy chưng cất rượu, sản xuất các loại rượu vodka. Nhà máy lâu đời nhất là LIVIZ (được thành lập năm 1897). Trong số các nhà máy trẻ nhất là Russian Standard Vodka được thành lập ở Moscow năm 1998, và ở St. Petersburg năm 2006 với vốn đầu tư $60 million (trên diện tích 30.000 m², sản xuất 22.500 chai/giờ). Năm 2007 loại rượu này đã xuất khẩu sang hơn 70 quốc gia.
Năm 2006, ngân sách thành phố là 179,9 tỉ rubles (tương đương 6,651 tỉ USD tỷ giá năm 2006). Tổng sản phẩm khu vực của chủ thể liên bang năm 2005 là 667,905 tỷ ruble (khoảng 23,611 tỷ USD theo tỷ giá 2005), xếp hạng thứ 4 ở Nga sau Moscow, Tyumen, và tỉnh Moscow, hay 145.503,3 ruble/người (khoảng 5.143,6 USD theo tỷ giá 2005), xếp hạng thứ 12 trong các chủ thể liên bang của Nga, chủ yếu thu từ các nguồn buôn bán, bán lẻ và dịch vụ sửa chữa (24,7%) cũng như công nghiệp chế biến (20,9%) và giao thông, thông tin truyền thông (15,1%).
Thu ngân sách của thành phố năm 2009 là 294,3 tỉ ruble (khoảng 10,044 tỉ USD theo tỷ giá 2009), chi – 336,3 tỉ ruble (khoảng 11,477 tỉ USD theo tỷ giá 2009). Thâm hụt ngân sách lên đến 42 tỉ ruble. (khoảng 1,433 tỉ USD năm 2009)

## Giáo dục

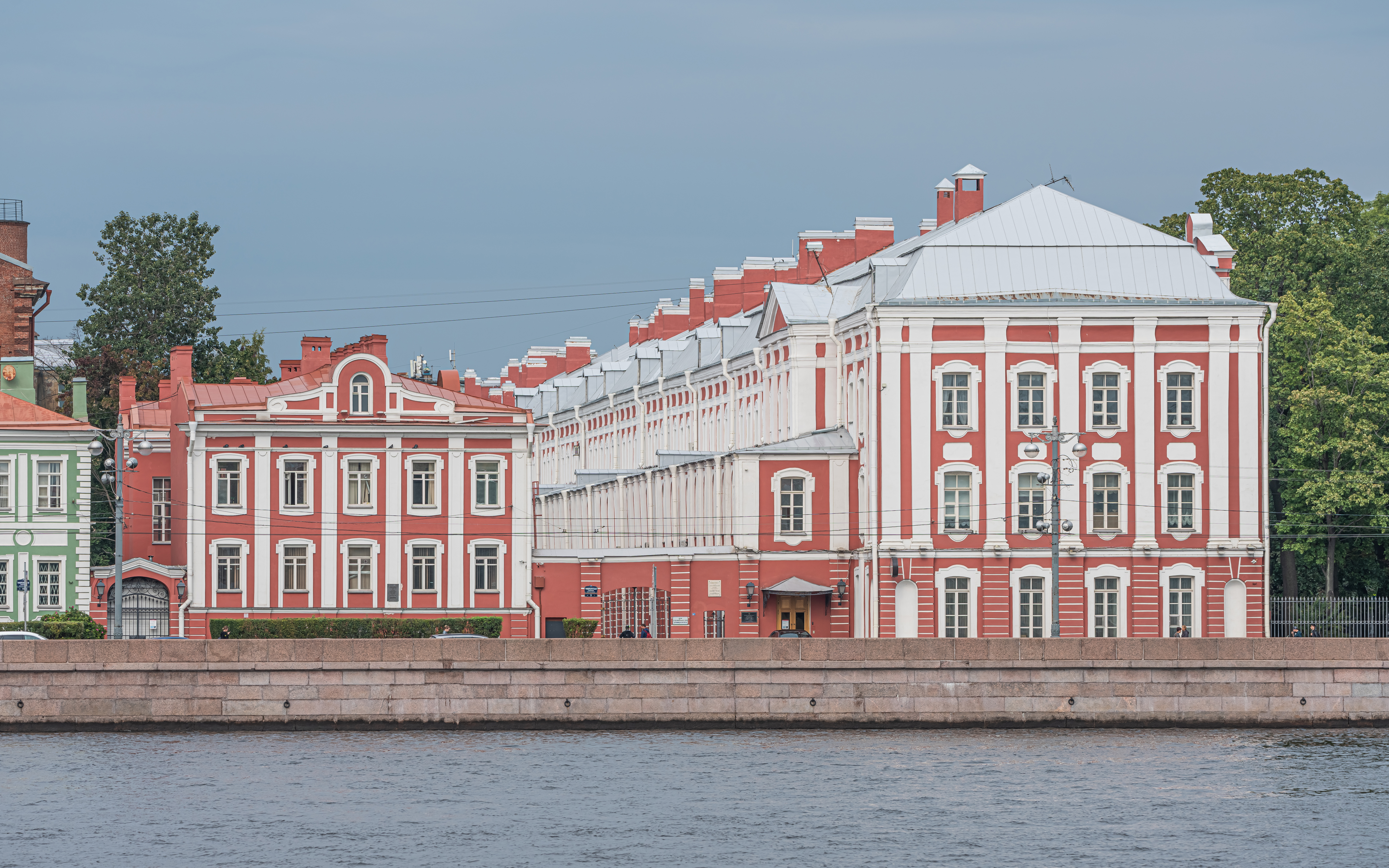
Đại học Sankt-Peterburg

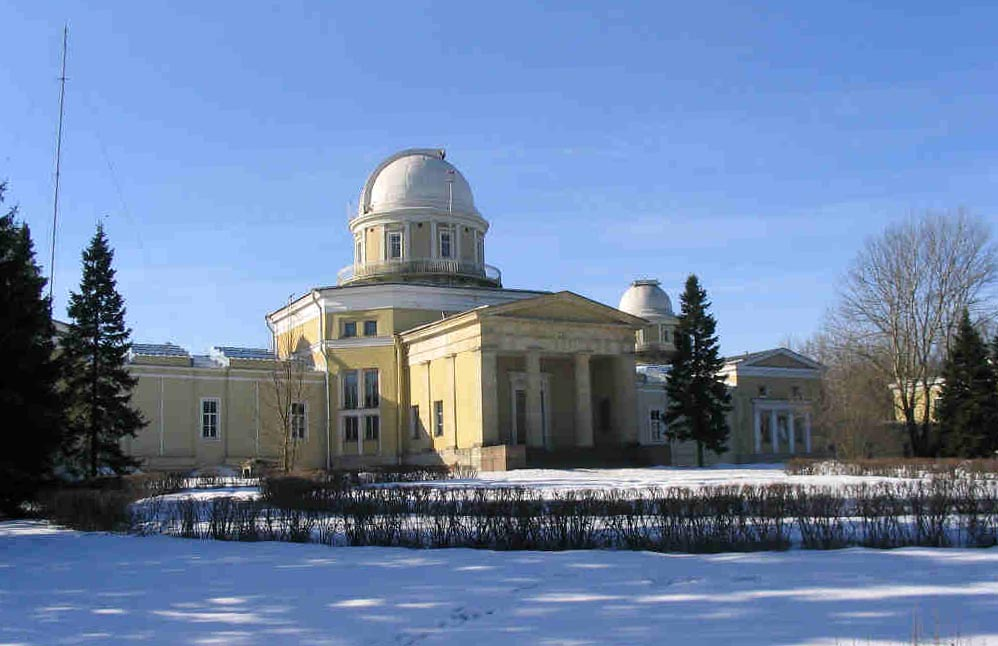
Đài thiên văn Pulkovo

Tính đến năm 2006/2007, thành phố có 1024 nhà trẻ, 716 trường công và 80 trường nghề. Trường đại học lớn nhất là Đại học Sankt-Peterburg, số sinh viên bậc đại học khoảng 32.000; và cơ sở đào tạo đại học tư lớn nhất là Viện quan hệ quốc tế, Kinh tế và Luật St. Petersburg. Các trường đại học nổi tiếng khác gồm Đại học Bách khoa Sankt-Peterburg, Đại học Herzen và Đại học Công nghệ quân sự Sankt-Peterburg. Tuy nhiên, các trường đại học công lập đều trực thuộc chính thể liên bang chứ không phải của thành phố.

## Chính quyền
Sankt-Peterburg là một chính thể liên bang của Nga. Chính trị của Sankt-Peterburg được quy định tại Hiến pháp Sankt-Peterburg đã được cơ quan lập pháp của thành phố thông qua năm 1998. Cơ quan điều hành cao là Sankt-Peterburg City Administration, đứng đầu là thống đốc thành phố (trước năm 1996 là thị trưởng). Sankt-Peterburg có một cơ quan lập pháp single-chamber, quốc hội lập pháp Sankt-Peterburg, Quốc hội khu vực.

## Hành chính
Thành phố Sankt-Peterburg hiện (2012) được phân chia thành 18 quận (район):

Phân chia hành chính Sankt-Peterburg

1. Admiralteysky
2. Frunzensky
3. Kalininsky
4. Kirovsky
5. Kolpinsky
6. Krasnogvardeysky
7. Krasnoselsky
8. Kronshtadtsky
9. Kurortny
10. Moskovsky
11. Nevsky
12. Petrodvortsovy
13. Petrogradsky
14. Primorsky
15. Pushkinsky
16. Tsentralny
17. Vasileostrovsky
18. Vyborgsky

## Du lịch
Sankt-Peterburg là một trung tâm lớn thứ nhì sau Moskva về kinh tế, văn hóa và khoa học của Nga, nhưng nếu nói về phương diện tham quan du lịch thì nó còn hơn cả Moskva cổ kính. Thành phố còn được gọi là thủ đô phía Bắc của Nga, đã được tổ chức UNESCO thừa nhận là thành phố du lịch hấp dẫn thứ 8 của thế giới. Vào năm 2004 Sankt-Peterburg đã đón nhận 3,4 triệu du khách từ khắp thế giới. Số du khách đến thăm thành phố trong những năm gần đây tăng liên tục. Do thành phố có một hệ thống kênh đào chằng chịt với vô số những chiếc cầu cổ kính ở bên trên nên nó cũng được mệnh danh là Venice của phương Bắc.
Nhờ có vị trí địa lý thuận lợi (59,93 độ vĩ bắc và 30,32 độ kinh đông), thành phố có các ngành công nghiệp phát triển như: đóng tàu (với xưởng đóng tàu nổi tiếng mang tên Baltic); cơ khí (với các xưởng Electrosila, xưởng Kirov); điện kĩ thuật và điện tử; luyện kim và kim loại màu; hóa chất, và nhất là cao su; dệt vải, may mặc; giày da; in ấn; gỗ, giấy; vật liệu xây dựng và thực phẩm.

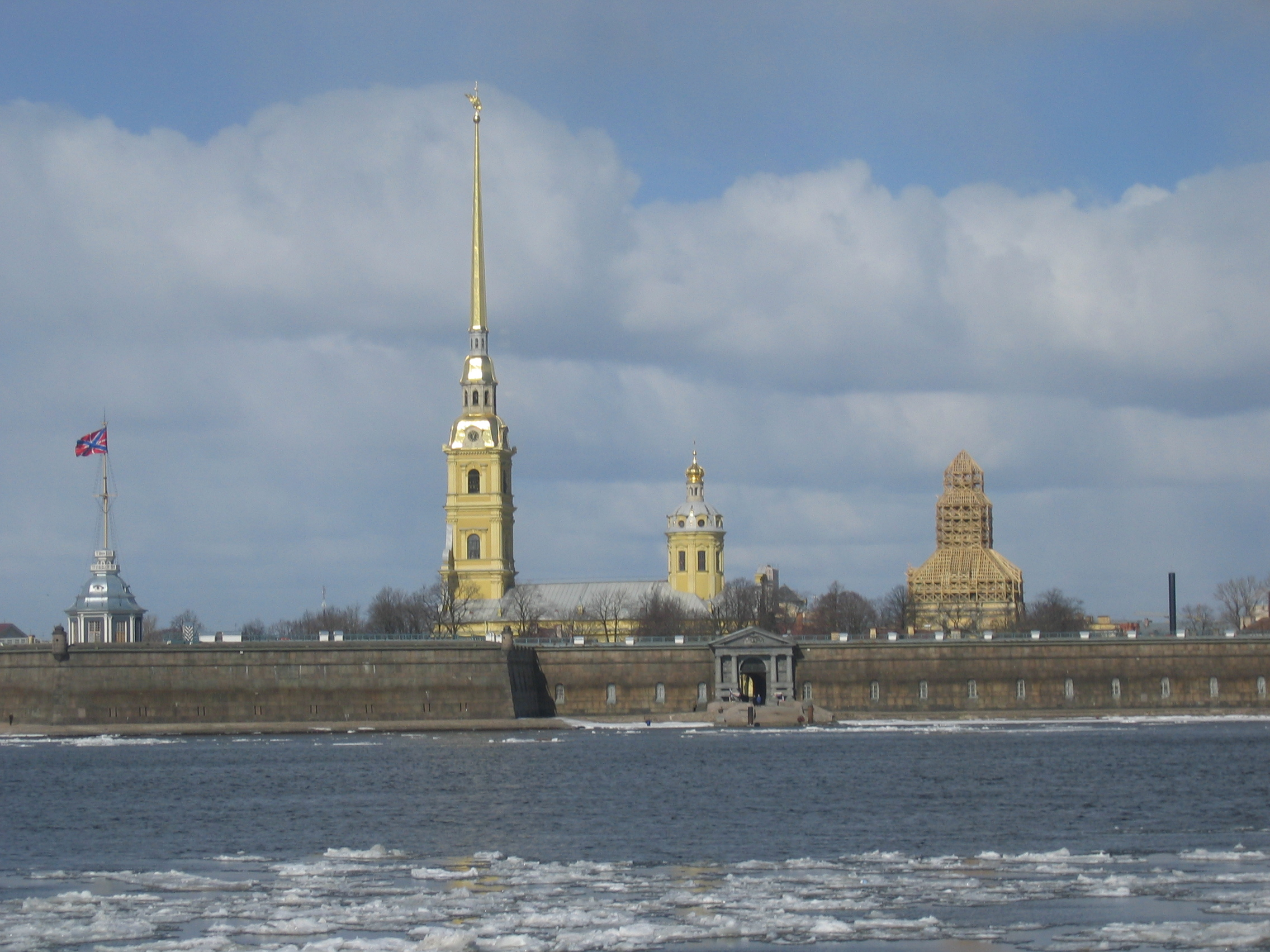
Pháo đài Petro-Pavlov. Ở giữa là tháp mạ vàng của Tu viện Petro-Pavlov

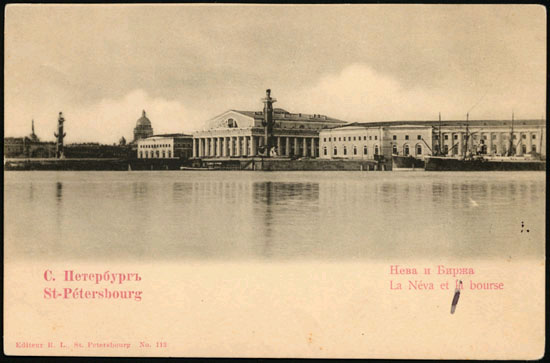
Sông Neva được gọi là "phố chính" của Sankt-Peterburg.

Sankt-Peterburg còn là một đầu mối giao thông lớn về đường sắt và đường bộ và là một trong những cảng biển lớn nhất của Nga. Đây cũng là căn cứ chính của hải quân Nga (Hạm đội Baltic). Cảng sông được các tuyến đường thủy nối liền với các biển Bạch Hải, biển Azov, biển Caspi và biển Đen. Thành phố cũng có một phi trường quốc tế: Sân bay Pulkovo
Do thành phố này nằm ở vị trí rất xa về phương Bắc nên nó còn nổi tiếng với hiện tượng các đêm trắng, là các đêm sáng như trăng rằm mà không hề có trăng. Do sự khúc xạ ánh sáng Mặt Trời từ phía bên kia Địa cầu đang là "ban ngày", vượt qua miền Cực Bắc để tỏa sáng xuống thành phố. Đôi khi cũng có thể trông thấy hiện tượng cực quang.
Thành phố có 41 trường đại học, trong đó có trường tổng hợp, trên 170 viện nghiên cứu khoa học, trên 2.000 thư viện (trong đó có Thư viện mang tên Mikhain Jevgraphovic Saltikov-Shchedrin), đài quan sát thiên văn Pulkovo, Nhà hát Maria, trong những năm 1920–1992 là Nhà hát Nhạc kịch Opera và Ballet mang tên Sergey Kirov. Ở đây cũng có phòng hòa nhạc vốn nổi tiếng trên thế giới, được thành lập từ năm 1862. Sankt-Petersburg cũng là một trong những trung tâm bảo tàng trọng yếu của châu Âu, tài nguyên này thuộc về Bảo tàng Ermitage và Bảo tàng Nga. Kề liền với thành phố có những địa danh du lịch – tĩnh dưỡng như khu Pushkin, Petrostation, Pavlovsk, Zielonogorsk, Siestrorieck hoặc là Gatchina.

## Giao thông
Sankt-Peterburg là một trung tâm giao thông chính. Tuyến đường sắt đầu tiên của Nga được xây dựng ở đây vào năm 1837, và kể từ đó cơ sở hạ tầng giao thông của thành phố đã tiếp tục phát triển và bắt kịp với sự phát triển của thành phố. Petersburg có một hệ thống rộng lớn của các đường địa phương và các dịch vụ đường sắt, duy trì hệ thống giao thông công cộng lớn bao gồm các đường xe điện ở Sankt-Peterburg và Tàu điện ngầm Sankt-Peterburg, và là nơi có một số dịch vụ ven sông chuyển tải hành khách xung quanh thành phố một cách hiệu quả và tương đối thoải mái.
Thành phố được kết nối với phần còn lại của Nga và thế giới bởi một số đường cao tốc liên bang và tuyến đường sắt quốc gia và quốc tế. Sân bay Pulkovo phục vụ phần lớn các hành khách hàng không khởi hành từ hoặc tới thành phố.

## Hình ảnh

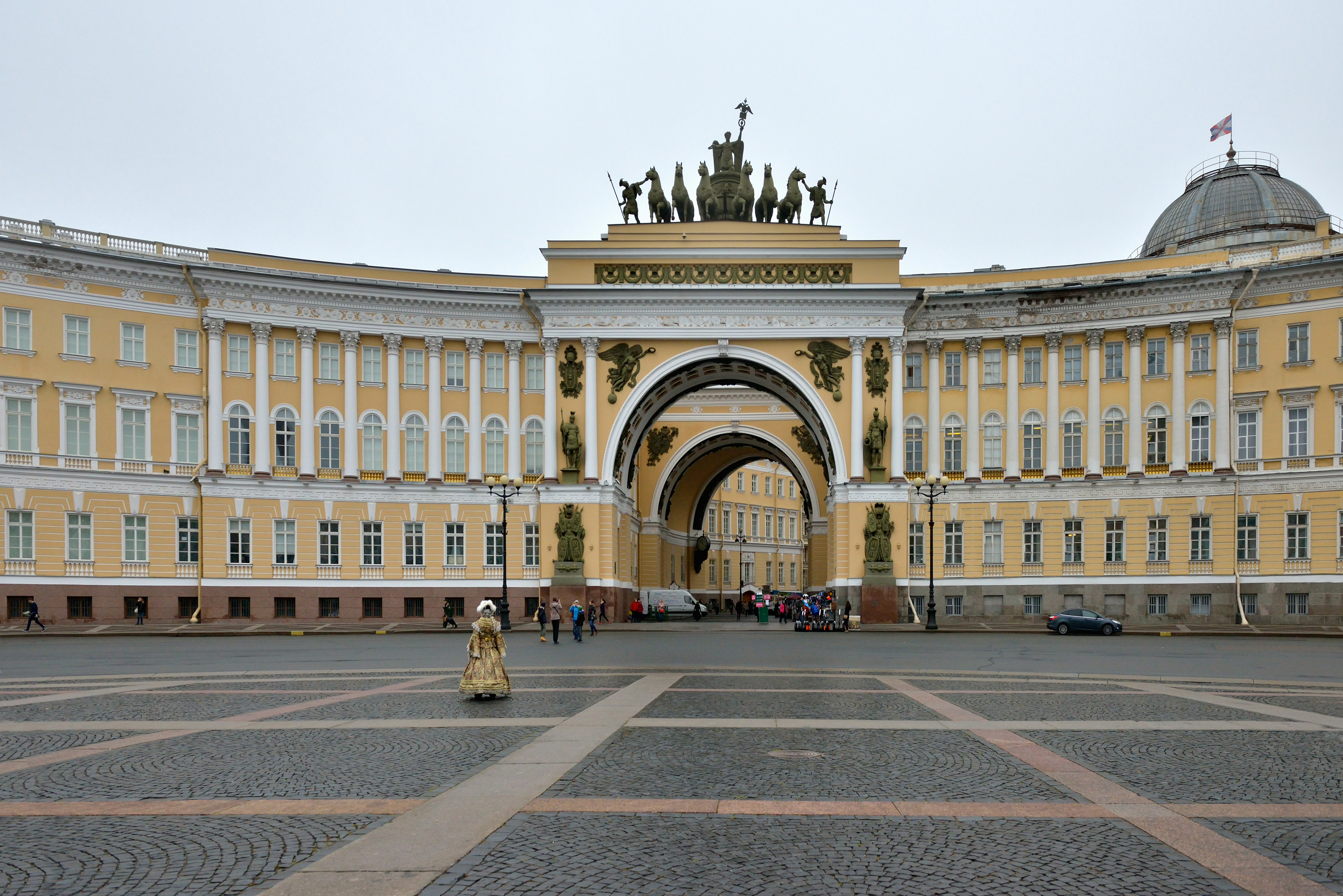
Tòa nhà Bộ Tổng tham mưu Bức ảnh này được chụp bởi:Wolfgang Moroder

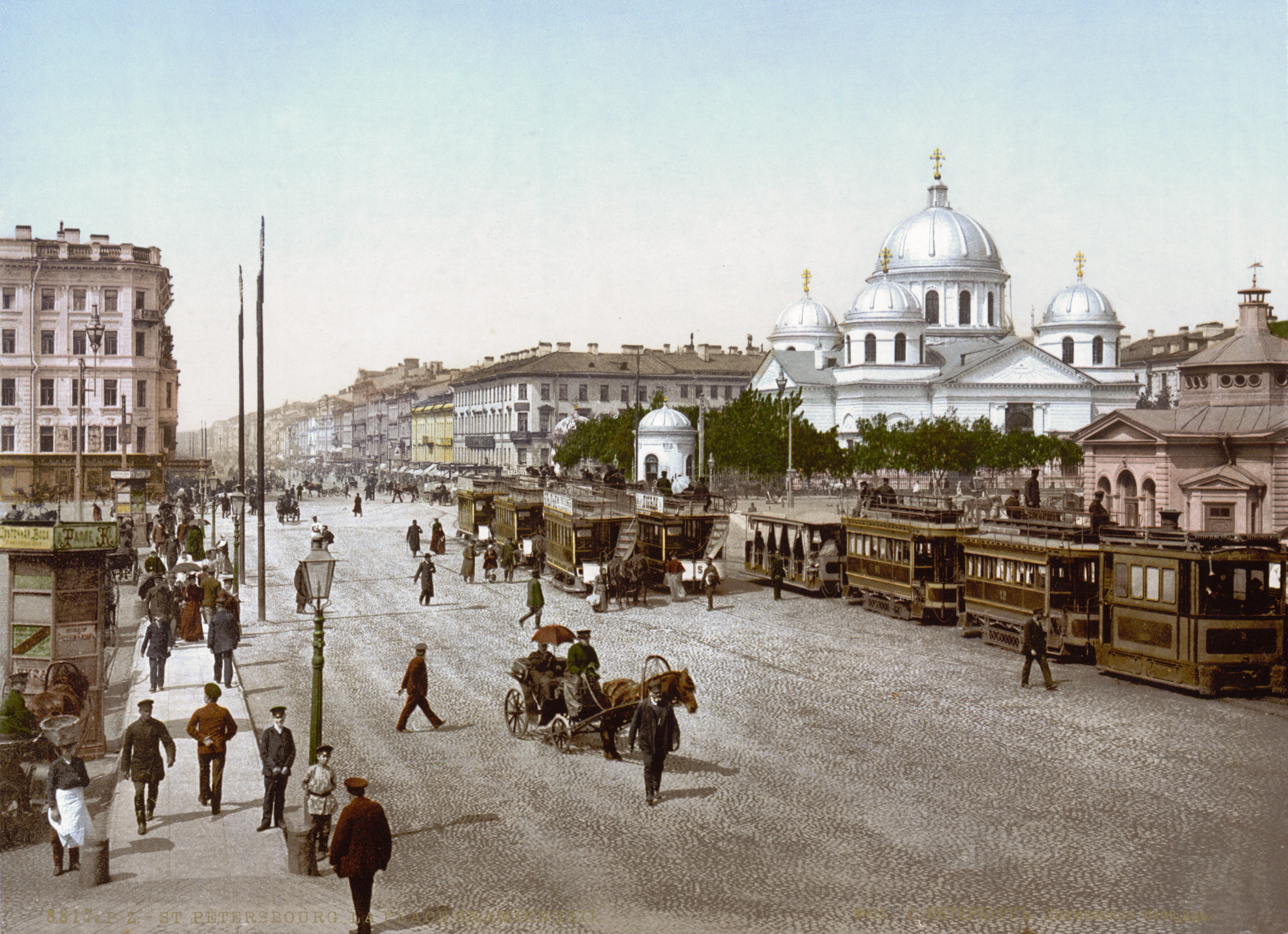
Sankt Peterburg thế kỉ 19.
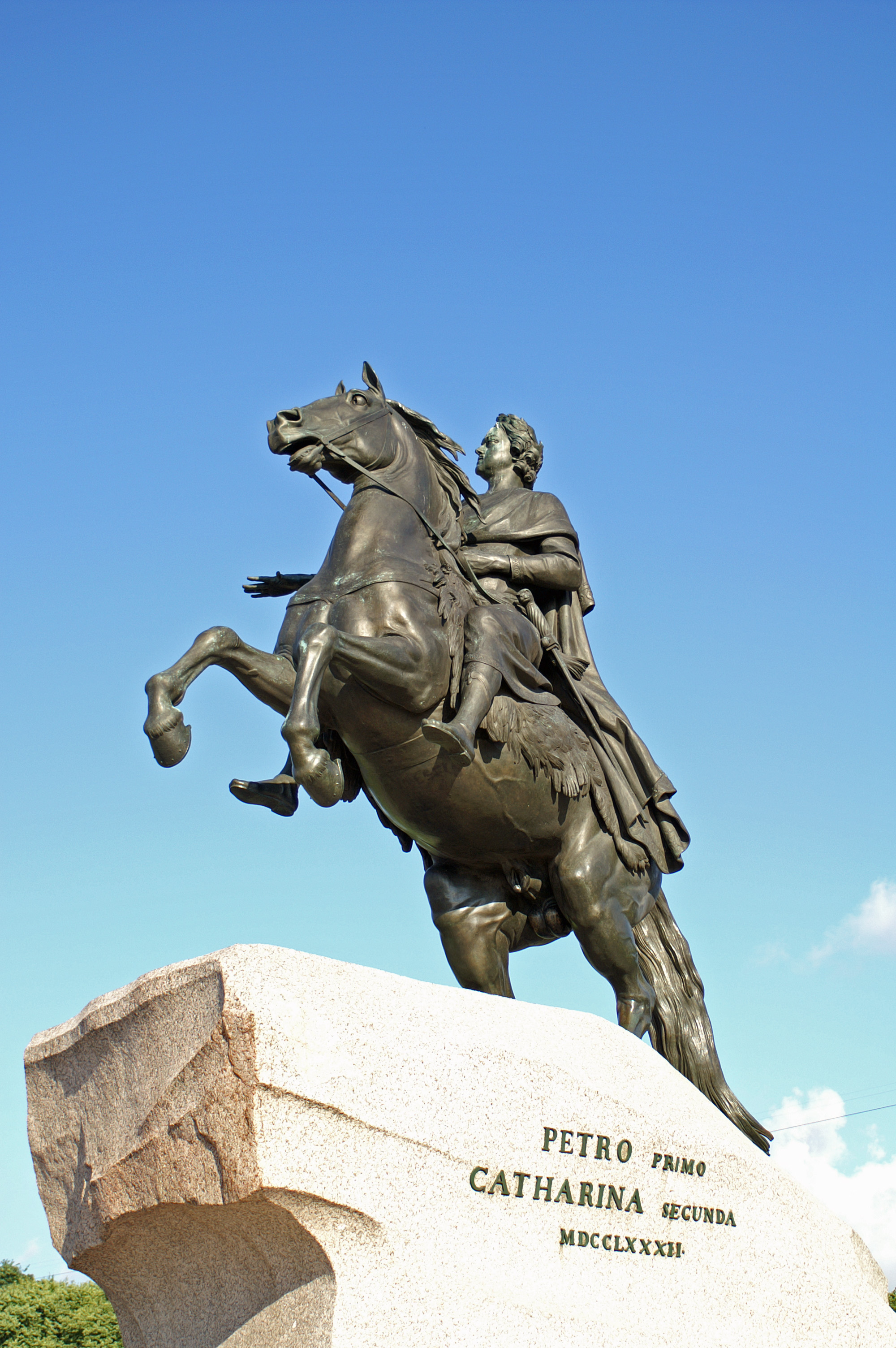
Tượng đài Pyotr Đại đế
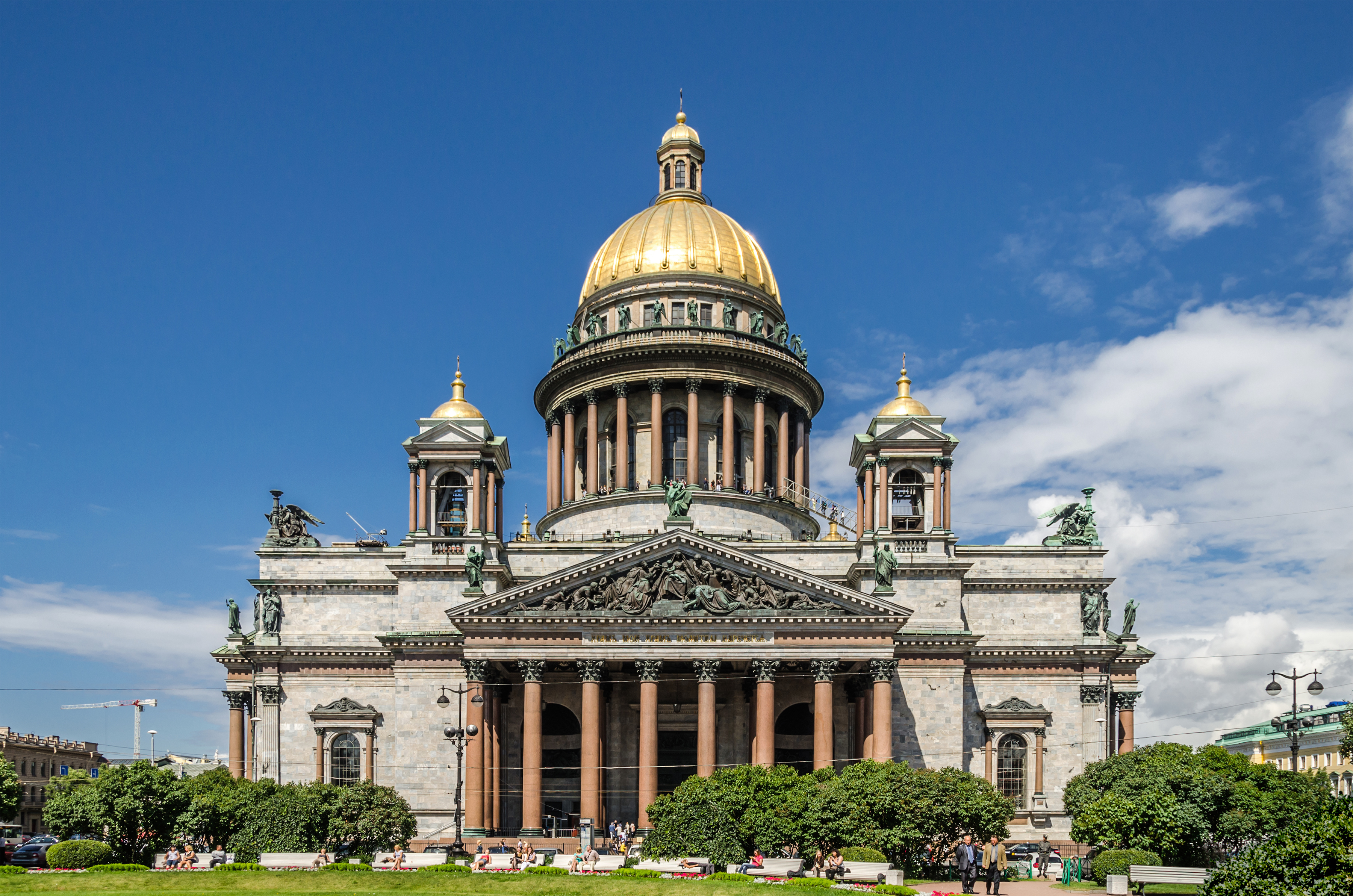
Nhà thờ chính tòa Thánh Isaac
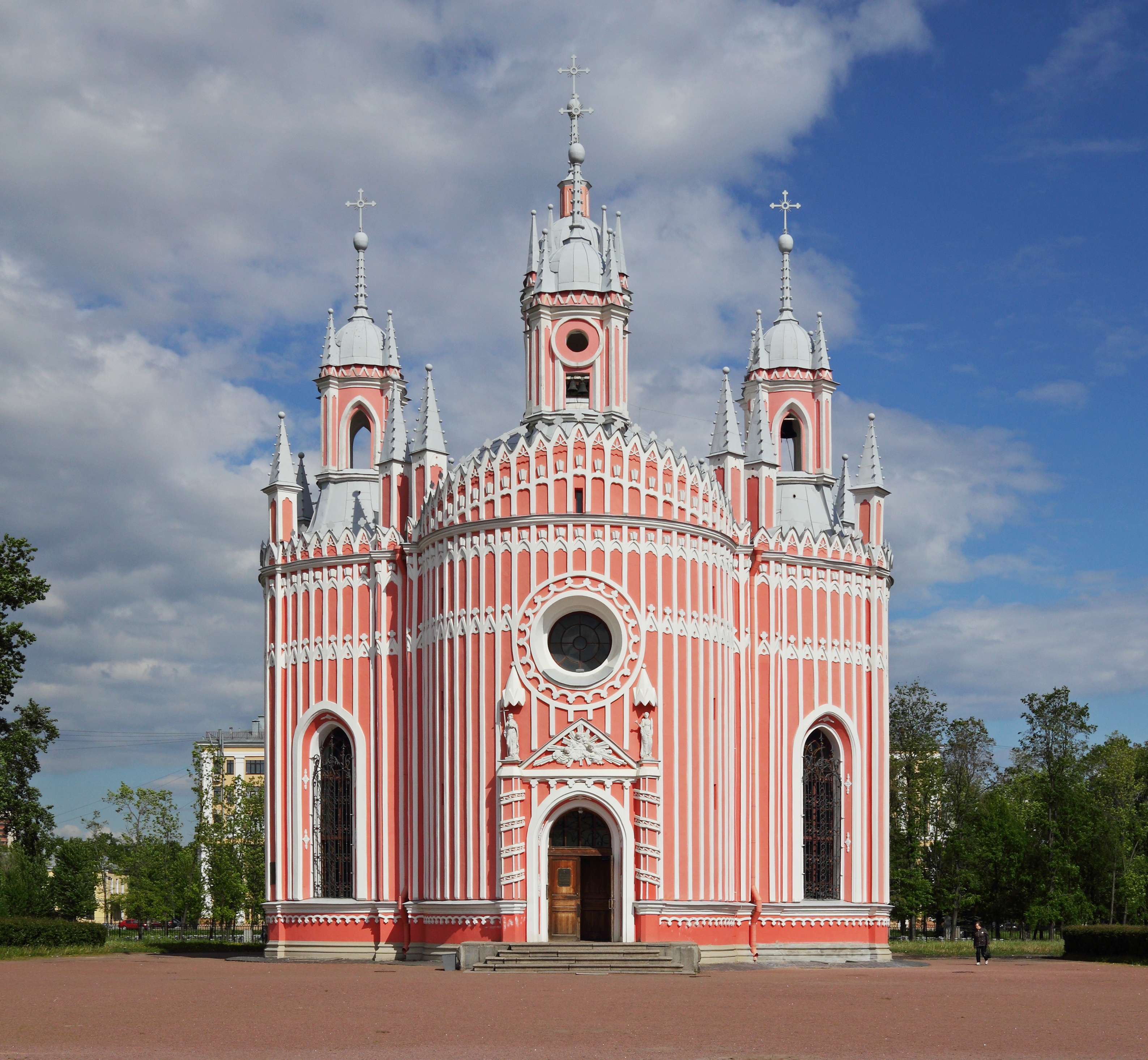
Nhà thờ Thánh Gioan tại Lâu đài Chesma (1780) là thí dụ ít gặp của Thời phục hưng Gothic tại Nga
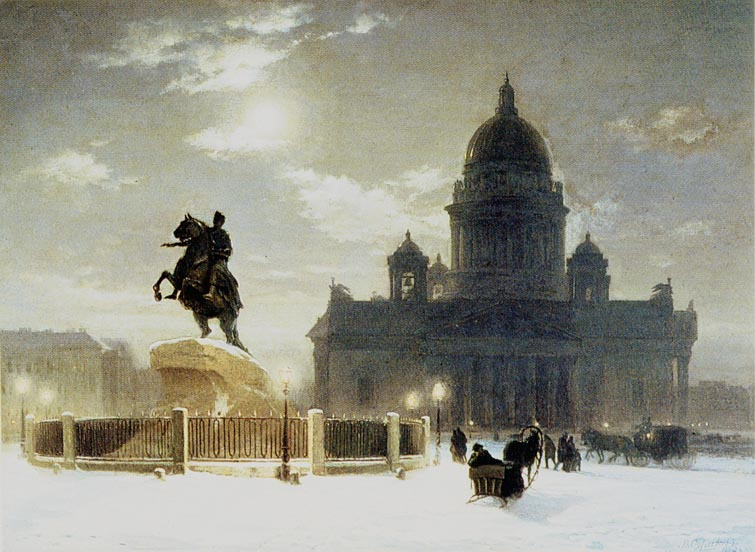
Trong một số tiểu thuyết Nga, bức tượng Kỵ sĩ đồng này thức dậy và chạy trên đường sá Sankt-Peterburg.
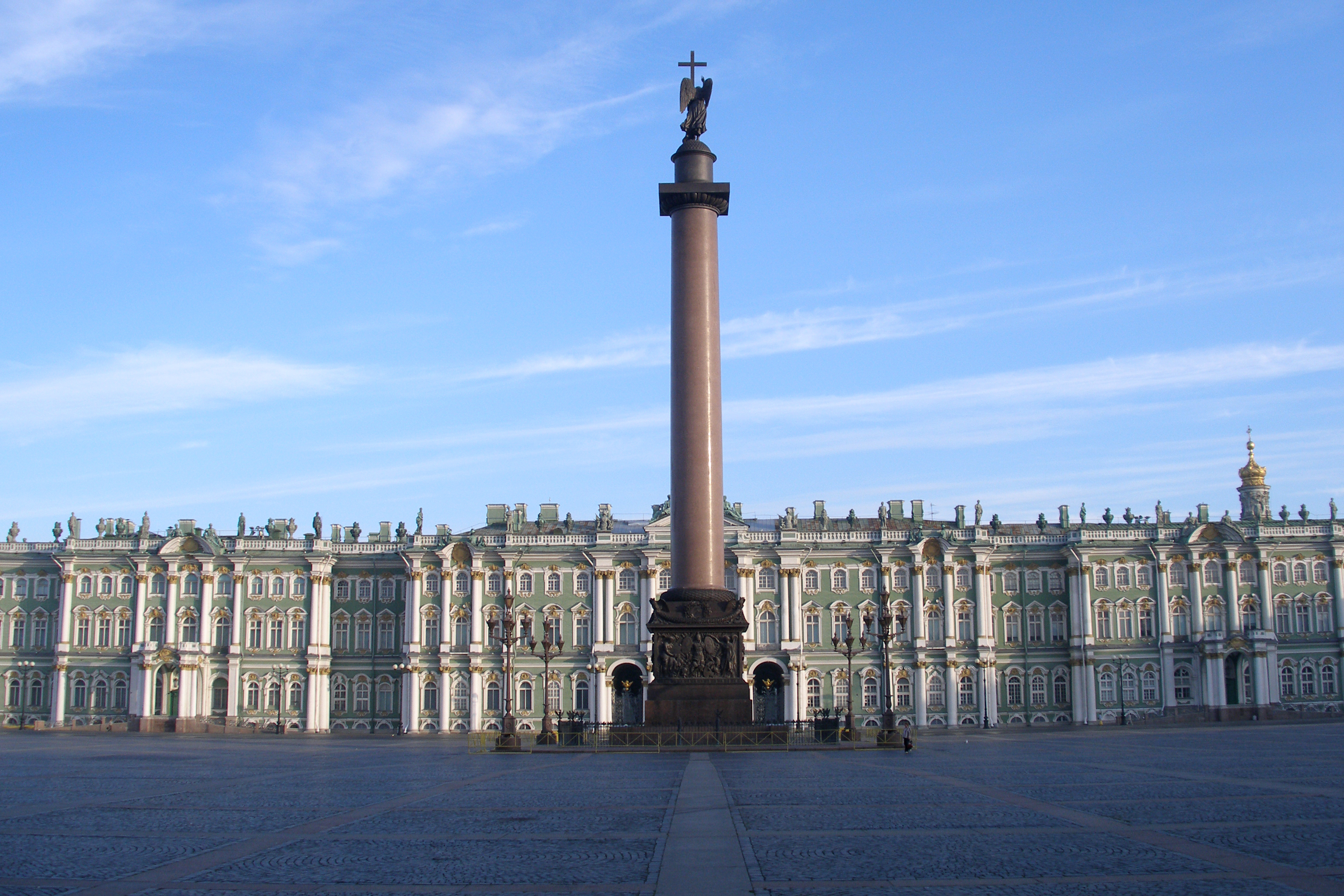
Phía trước Cung điện Mùa đông.
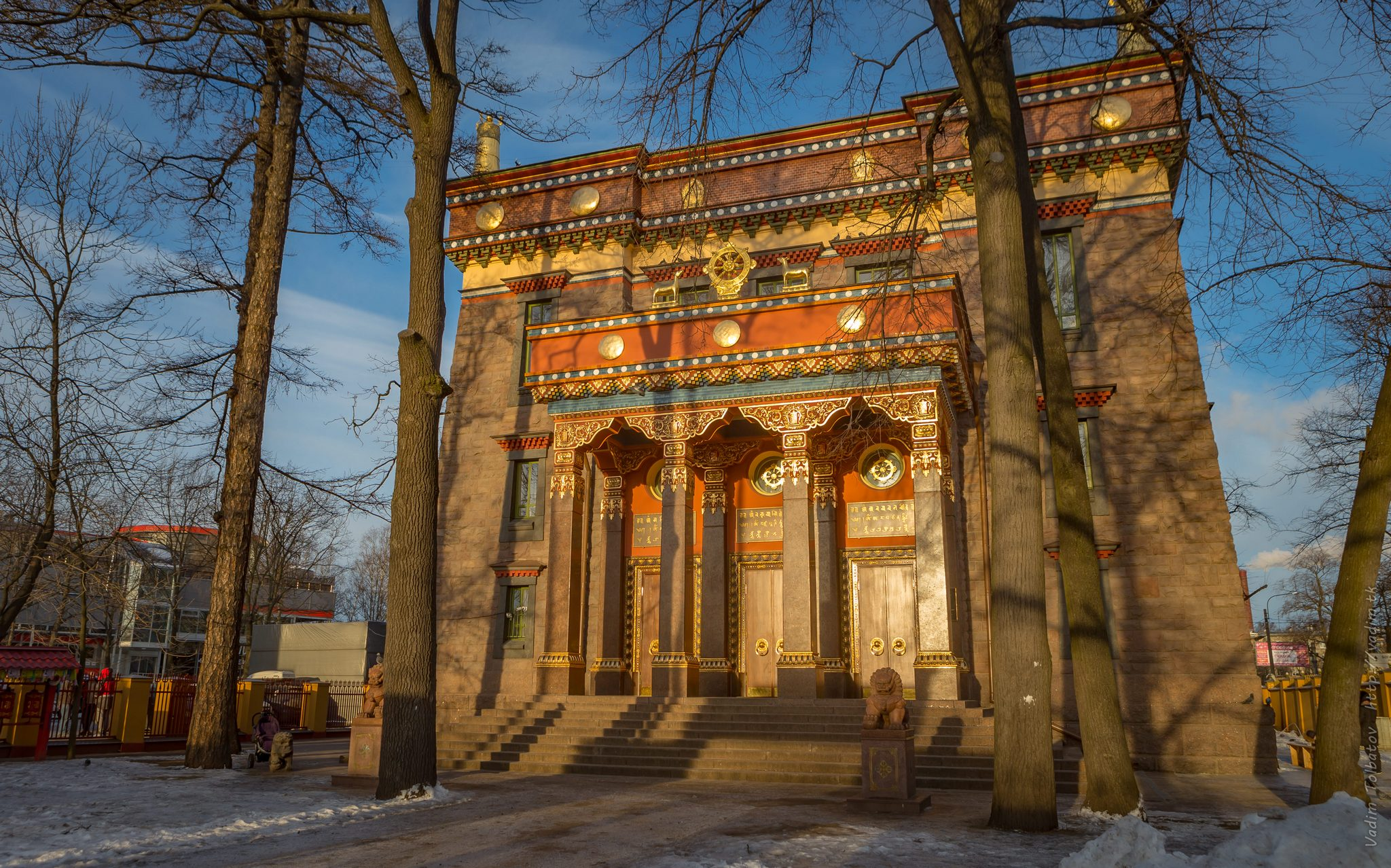
Một ngôi chùa Phật giáo